# Jordan Jovtchev
Jordan Jovtchev ou Iordan Iovtchev, em búlgaro: Йордан Йовчев (Plovdiv, 24 de Fevereiro de 1973) é um ginasta búlgaro que compete em provas da ginástica artística.
Jovtchev disputou seis edições dos Jogos Olímpicos, em Barcelona 1992, em Atlanta 1996, Sydney 2000, Atenas 2004, Pequim 2008 e em Londres 2012, conquistando uma medalha de prata e três medalhas de bronze. Em Mundiais são quatro medalhas de ouro, quatro medalhas de prata e quatro medalhas de bronze.

## Carreira

### BUL Júnior
Jordan iniciou na ginástica, aos sete anos de idade, e estreou na elite nacional aos quatorze anos.

### BUL Sênior
Em Campeonatos Europeus, Jovtchev conquistou seu melhor desempenho na edição de 2002 em Patras, quando conquistou três medalhas no total. Ele conquistou uma medalha de ouro nas argolas, e duas de medalhas de prata, uma no individual geral e uma no solo.
Em 2004, na cidade de Liubliana, ele conquistou mais uma medalha de prata no solo. Na edição de Vólos em 2006, conquistou mais uma medalha de prata, só que desta vez nas argolas, mesmo resultado das competições seguintes em Amesterdão 2007 e Lausana 2008.
Em etapas da Copa do Mundo de Ginástica, destaca-se o período entre 2003 e 2005, na qual ele conquistou quatro medalhas de ouro, duas no solo e duas nas argolas, cinco medalhas de prata, todas nas argolas, e duas medalhas de bronze, uma no solo e uma nas argolas.
Na edição de 2000 em Glasgow, ele foi para três finais. No cavalos com alças ele terminou a competição na sétima posição. No solo ele terminou om a medalha de prata, onde ele obteve a nota 9.650. Nas argolas ele também conquistou a medalha de prata com a nota 9.800.
Em 2002, na Super Final realizada em Stuttgart, ele foi a final do solo e das argolas. No solo, com a nota 9.187  ele terminou a competição na terceira posição, conquistando a medalha de bronze. Nas argolas, ele conquistou a medalha de ouro, não sendo superado com a nota 9.700.
Ele tem competido em muitos torneios SASUKE, um programa da televisão japonesa, atingindo a fase final da 8.ª edição; ele não passou da "spider climb" nos primeiros 15 segundos, por isso o "walls spread" separadas, e ele caiu. Ele é o único concorrente que não passou a "spider climb" na presente edição da fase final, com exceção Shingo Yamamoto, que não concluiu devido a uma lesão, mas o seu fracasso precoce poderia ser atribuído à forte chuva durante toda a competição. Desde então, ele não passou da terceira fase.

## Campeonatos Mundiais de Ginástica Artística

### Brisbane 1994
Seu primeiro evento em nível internacional pela elite sênior nacional foi o Campeonato Mundial de Brisbane, em 1994. Nele, classificou-se para a final das argolas, encerrando-o na oitava colocação.

### Sabae 1995
No ano posterior, no Campeonato Mundial de Sabae, a segunda edição na qual comparecia, o ginasta foi a final das argolas e do solo. Competindo nas argolas, somou 9.575 pontos, e conquistou a medalha de bronze, em prova vencida pelo italiano Yuri Chechi. No solo, Jordan só encerrou o evento com a sexta colocação geral.

### San Juan 1996
Em 1996, disputou o Campeonato Mundial de San Juan. No evento, fora novamente superado por Chechi na final das argolas, e terminou medalhista de prata, empatado com o húngaro Szilveszter Csollany. Em julho do mesmo ano, Jordan fez sua estreia em Olimpíadas, competindo nos Jogos Olímpicos de Atlanta, Estados Unidos.

### Taijin 1999
Em 1999, disputou a edição de Tianjin da competição. Junto com a equipe da Bulgária, ficou com a 12.ª posição. No individual geral chegou a final com a quarta melhor nota, na final terminou na terceira posição, conquistando a medalha de bronze, ficando atrás somente do russo Nikolai Kryukov e do japonês Naoya Tsukahara. Também chegou a final das argolas, porém ficou apenas com a quarta posição, ficando fora do pódio, onde o chinês Zhen Dong foi o vencedor.

### Gante 2001
Em 2001 na edição de Gante, obteve suas primeiras medalhas de ouro em mundiais. Primeiramente conquistou a medalha de bronze no individual, ficando atrás do chinês Jing Feng e do bielorrusso Ivan Ivankov. Nas argolas conquistou a medalha de ouro pela primeira vez, depois de várias vezes ficar muito perto, mas acabar sem o ouro, com a nota 9.775, garantiu a medalha de ouro, a frente do húngaro Szilveszter Csollany que ficou com a medalha de prata e do italiano Andrea Coppolino, que ficou com a medalha de bronze. Também conquistou a medalha de ouro no solo, com a nota 9.550, garantiu o ouro, empatado com o romeno Marian Dragulescu, o bronze ficou com o letão Igors Vihrovs

### Debrecen 2002
Em 2002 conquistou duas medalhas de prata no mundial realizado em Debrecen, uma no solo, com a nota 9.675 onde perdeu para o romeno Marian Dragulescu; e nas argolas, com a nota 9.675, perdeu o ouro para o húngaro Szilveszter Csollany.

### Anaheim
Jovtchev voltou a conquistar uma medalha de ouro em mundiais em 2003 em Anaheim. No individual geral se classifocu a final com a 11.ª posição, porém acabou terminando a competição na 23.ª posição. omo aconteceu em 2001, ele conquistou a medalha de ouro tanto no solo, quanto nas argolas. No solo ele obeteve a nota 9.762 e nas argolas obteve a nota 9.787.

### Melbourne 2005
Após as medalhas nos Jogos Olímpicos de 2004 em Atenas, Jovtchev voltou a disputar o Campeonato Mundial em 2005 na cidade Melbourne, porém acabou decepcionado, ficando somente com a 11.ª posição na fase classificatória nas argolas ficando fora da final.

### Aarhus 2006
Voltou a conquistar uma medalha em 2006 em Aarhus, onde foi a final do solo e das argolas. No solo acabou terminando apenas na quinta posição; nas argolas conquistou a medalha de prata com a nota 16.325, ficando atrás somente do chinês Yibing Chen.

### Stuttgart 2007
Em 2007, priorizando as argolas, se classificou apenas a final desta prova, onde conquistou a medalha de bronze com a nota 16.575, ficando atrás do chinês Yibing Chen e do neerlandês Yuri van Gelder, que ficaram com as medalhas de ouro e prata respectivamente.

## Jogos Olímpicos

### Atlanta 1996
Em meados de 1996, o atleta estreou em Olimpíadas, na edição norte-americana do evento, em Atlanta. Nele, classificou-se para três finais: equipes, individual geral e argolas. Por equipes, encerrou o evento na sexta colocação. Na final geral, foi 17.º colocado, e competindo em seu melhor aparelho, só conquistou a quarta colocação.

### Sydney 2000
Na edição de 2000 em Sydney, ele chegou mais uma vez\ a três finais, deta vez todas individuais. No individual geral melhorou sua posição, terminando desta vez na oitava posição, fechando com um total de 57.887 pontos. E nas argolas e no solo vieram suas primeiras medalhas olímpicas. Nas argolas terminou a competição na terceira posição, conquistando a medalha de bronze, com a nota 9.737, ficou a atrás somente do húngaro Szilveszter Csollany e do grego Dimosthenis Tampakos. No solo terminou também com a medalha de bronze, com a nota 9.787, ficando atrás do letão Igors Vihrovs e do russo Alexei Nemov.

### Atenas 2004
Em 2004, na cidade de Atenas, Jovtchev obteve seu melhor resultado em Jogos Olímpicos. Apesar de não ter chegado a final do individual geral, foi mais uma vez as finais das argolas e do solo. No solo conquistou mais uma vez a medalha de bronze, com a nota 9.775, ficando atrás do canadense Kyle Shewfelt e do romeno Marian Dragulescu. Nas argolas conquistou a medalha de prata ao conseguir a nota 9.850, mas fiando atrás do grego Dimosthenis Tampakos que ficou com o ouro com a nota 9.862.

### Pequim 2008
Para 2008, Jovtchev foi o único búlgaro a ir para os jogos, onde priorizou as argolas. Na fase de classificação disputou apenas as argolas conquistando a terceira melhor marca entre todos os ginastas participantes. Porém na final acabou não indo muito bem, e terminou numa decepcionante oitava e última posição.

## Principais resultados
| Ano  | Evento                                    | AA                | Equipe   | Barra fixa | Barras paralelas | Argolas           | Cavalo com alças | Solo              | Salto sobre o cavalo |
| ---- | ----------------------------------------- | ----------------- | -------- | ---------- | ---------------- | ----------------- | ---------------- | ----------------- | -------------------- |
| 1994 | Campeonato Mundial de Ginástica Artística |                   |          |            |                  | 8.º               |                  |                   |                      |
| 1995 | Campeonato Mundial de Ginástica Artística |                   |          |            |                  | Medalha de bronze |                  | 6.º               |                      |
| 1996 | Campeonato Mundial de Ginástica Artística |                   |          |            |                  | Medalha de prata  |                  |                   |                      |
| 1996 | Jogos Olímpicos                           | 17.º              | 6.º      |            |                  | 4.º               |                  |                   |                      |
| 1999 | Campeonato Mundial de Ginástica Artística | Medalha de bronze | 12.º (Q) |            |                  | 4.º               |                  |                   |                      |
| 2000 | Jogos Olímpicos                           | 8.º               | 12.º     |            | 15.º             | Medalha de bronze |                  | Medalha de bronze |                      |
| 2001 | Campeonato Mundial de Ginástica Artística | Medalha de bronze |          |            |                  | Medalha de ouro   |                  | Medalha de ouro   |                      |
| 2002 | Campeonato Mundial de Ginástica Artística |                   |          |            |                  | Medalha de prata  |                  | Medalha de prata  |                      |
| 2003 | Campeonato Mundial de Ginástica Artística | 23.º              |          |            |                  | Medalha de prata  |                  | Medalha de prata  |                      |
| 2004 | Jogos Olímpicos                           |                   |          |            |                  | Medalha de prata  |                  | Medalha de bronze |                      |
| 2006 | Campeonato Mundial de Ginástica Artística | 127.º             | 21.º     | 63.º       | 69.º             | Medalha de prata  |                  | 5.º               |                      |
| 2007 | Campeonato Mundial de Ginástica Artística | 13.º              | 21.º     | 38.º       | 64.º             | Medalha de bronze | 177.º            | 22.º              |                      |
| 2009 | Campeonato Mundial de Ginástica Artística |                   |          |            |                  | Medalha de prata  |                  |                   |                      |